# Качинський Владислав Євгенович
Владисла́в Євге́нович Качи́нський — солдат Збройних Сил України, учасник російсько-української війни, що загинув у ході російського вторгнення в Україну в 2022 році.

## Життєпис
Владислав Качинський народився в селі Парипси (з 2020 року — Попільнянської селищної громади) Житомирського району Житомирської області. Він з дитинства мріяв бути військовослужбовцем. Військову службу проходив у складі десантно-штурмової бригади. З початком повномасштабного російського вторгнення в Україну перебував на передовій. Помер 20 березня 2022 року, зазнавши поранення, несумісного з життям, під час відбиття танкової атаки в селі Кам'янка Ізюмського району Харківської області. Поховали Владислава Качинського 27 березня 2022 року в рідному селі Парипси на Житомирщині.

## Нагороди
- Орден «За мужність» III ступеня (2022, посмертно) — за особисту мужність і самовіддані дії, виявлені у захисті державного суверенітету та територіальної цілісності України, вірність військовій присязі[3].